# Zespół Szkół w Rudzie Różanieckiej
Zespół Szkół w Rudzie Różanieckiej – szkoła podstawowa im. Kpt. Władysława Ważnego ps. „Tygrys” i Przedszkole Samorządowe.

## Historia
Początki szkolnictwa w Rudzie Różanieckiej na podstawie tradycji są datowane na ok. przed 1853 rokiem (nauczycielami byli Maria Żółkiewska i Antoni Żółkiewski). Szkoła była drewniana; w 1904 roku podjęto decyzję o budowie murowanej szkoły.
Pierwsza wzmianka o szkole w Rudzie Różanieckiej jest w szematyzmach Galicji z 1875 roku, które zanotowały, że nauczycielem był Władysław Olaniecki. Szkoły wiejskie były tylko męskie, a od 1890 roku były „mieszane” – koedukacyjne. Szkoła w Rudzie Różanieckiej początkowo była filialna, a od 1877 roku była jednoklasowa. Od 1906 roku szkoła była 2-klasowa. Od 1903 roku szkoła posiadała nauczycieli pomocniczych, którymi byli: Paulina Gieradówna (1903–1909) i Paulina Garda (1909–1914?).
Po II wojnie światowej szkoła była 7-letnia i mieściła się budynku starej szkoły i w tzw. „Bojkówce”. Nauczycielami byli: Jan Diaczyszyn (kierownik), Janina Diaczyszyna i Jadwiga Żdan. W 1950 roku w szkole założono Towarzystwo Przyjaźni Polsko-Radzieckiej. W 1964 roku szkoła stała się 8-klasowa, a 30 sierpnia 1964 roku oddano do użytku rozbudowaną część szkoły. 18 maja 1966 roku szkole nadano jako patrona imię kpt. Władysława Ważnego ps. Tygrys.
W 1999 roku na mocy reformy oświaty zorganizowano 6-letnią szkołę podstawową i 3-letnie gimnazjum. 18 września 2002 roku szkoła otrzymała sztandar. 17 sierpnia 2004 roku decyzją Rady Miejskiej w Narolu, utworzono Zespół Szkół. W 2004 roku szkoła otrzymała od Prezydenta RP Aleksandra Kwaśniewskiego pracownię komputerową. W 2004 roku rozpoczęto budowę sali gimnastycznej z łącznikiem i trzema salami lekcyjnymi, które oddano do użytku 24 października 2006 roku. W 2017 roku na mocy reformy oświaty przywrócono 8-letnią szkołę podstawową.
Kierownicy szkoły
1874–1875: Władysław Olaniecki.
1875–1890: Antoni Reif.
1890–1892: Maria Funk.
1892–1901: Katarzyna Vogelsang.
1901–1902: Ignacy Łowicki.
1902–1909: Weronika Gieradówna.
1909–1920: Franciszek Garda.
1920–1930: Alfred Argasiński.
1930–1939: Bolesław Dobrowolski.
1945–1954: Jan Diaczyszyn.
1954–1961: Franciszek Dydyk.
1961–1983: Zdzisława Białek.
1983–1991: Antonina Dubanik.
1991–2004: Dorota Wróbel (SP).
1999–2003: Irena Obirek (Gimnazjum).
2004–nadal Dorota Wróbel (ZS).

## Znani absolwenci
- Kpt. Władysław Ważny ps. „Tygrys”
- Janina Szarek